# Blaesoxipha freidae
Blaesoxipha freidae är en tvåvingeart som beskrevs av Andy Z. Lehrer 1976. Blaesoxipha freidae ingår i släktet Blaesoxipha och familjen köttflugor.
Artens utbredningsområde är Frankrike. Inga underarter finns listade i Catalogue of Life.